# Angliers (Vienne)
Pour les articles homonymes, voir Angliers.
Angliers est une commune du Centre-Ouest de la France, située dans le département de la Vienne  en région Nouvelle-Aquitaine.

## Géographie

### Géologie et relief
La région d'Angliers présente un paysage de plaines vallonnées plus ou moins boisées et des plaines de champs ouverts. Le terroir se compose :
- de sables verts pour 39 % et d'argilo pour 5 % sur les collines et dépressions sableuses des bordures du Bassin parisien ; les sables verts ou varennes sont  constitués d’épais dépôts sableux  sur lesquels se sont formées des sols sableux à argilo-sableux intercalés de niveaux marneux, profonds, acides ou neutres selon les secteurs, et tantôt arides ou tantôt hydromorphes. Ce sont des sols caractéristiques du Loudunais ;
- de calcaire pour 6 % dans les vallées et terrasses alluviales ;
- de groies pour 18 % dans les plaines calcaires : les groies sont des terres du Sud-Ouest de la France, argilo-calcaires, peu profondes  - en général de moins de 50 cm d’épaisseur – et  plus ou moins riches en cailloux. Elles sont fertiles et saines et donc, propices à la polyculture céréalière mais elles s’assèchent vite ;
- d'argilo pour 37 % sur les terres de Doucins (c’est une terre argilo-limoneuse propre à la région) et les landes de la bordure Aquitaine[1].

### Communes limitrophes
| Mouterre-Silly | Chalais            |                  |
|                | Angliers           | La Roche-Rigault |
| Martaizé       | La Chaussée Aulnay | Guesnes          |

### Hydrographie
La commune est traversée par La Briande sur une longueur de 6,6 km.

### Climat
Pour des articles plus généraux, voir Climat de la Nouvelle-Aquitaine et Climat de la Vienne.
Historiquement, la commune est exposée à un climat océanique du nord-ouest.  
En 2020, Météo-France publie une typologie des climats de la France métropolitaine dans laquelle la commune est exposée à un climat océanique altéré et est dans la région climatique Moyenne vallée de la Loire, caractérisée par une bonne insolation (1 850 h/an) et un été peu pluvieux.
Pour la période 1971-2000, la température annuelle moyenne est de 12 °C, avec une amplitude thermique annuelle de 14,8 °C. Le cumul annuel moyen de précipitations est de 616 mm, avec 10,4 jours de précipitations en janvier et 6,6 jours en juillet. Pour la période 1991-2020, la température moyenne annuelle observée sur la station météorologique la plus proche, située sur la commune de Martaizé à 5 km à vol d'oiseau, est de 12,2 °C et le cumul annuel moyen de précipitations est de 584,4 mm,. Pour l'avenir, les paramètres climatiques de la commune estimés pour 2050 selon différents scénarios d’émission de gaz à effet de serre sont consultables sur un site dédié publié par Météo-France en novembre 2022.

## Urbanisme

### Typologie
Au 1er janvier 2024, Angliers est catégorisée commune rurale à habitat dispersé, selon la nouvelle grille communale de densité à sept niveaux définie par l'Insee en 2022.
Elle est située hors unité urbaine. Par ailleurs la commune fait partie de l'aire d'attraction de Loudun, dont elle est une commune de la couronne,. Cette aire, qui regroupe 25 communes, est catégorisée dans les aires de moins de 50 000 habitants,.

### Occupation des sols
L'occupation des sols de la commune, telle qu'elle ressort de la base de données européenne d’occupation biophysique des sols Corine Land Cover (CLC), est marquée par l'importance des territoires agricoles (78 % en 2018), une proportion sensiblement équivalente à celle de 1990 (77,9 %). La répartition détaillée en 2018 est la suivante : 
terres arables (50 %), zones agricoles hétérogènes (21,8 %), forêts (17,1 %), prairies (6,2 %), milieux à végétation arbustive et/ou herbacée (3,1 %), zones urbanisées (1,8 %). L'évolution de l’occupation des sols de la commune et de ses infrastructures peut être observée sur les différentes représentations cartographiques du territoire : la carte de Cassini (XVIIIe siècle), la carte d'état-major (1820-1866) et les cartes ou photos aériennes de l'IGN pour la période actuelle (1950 à aujourd'hui).

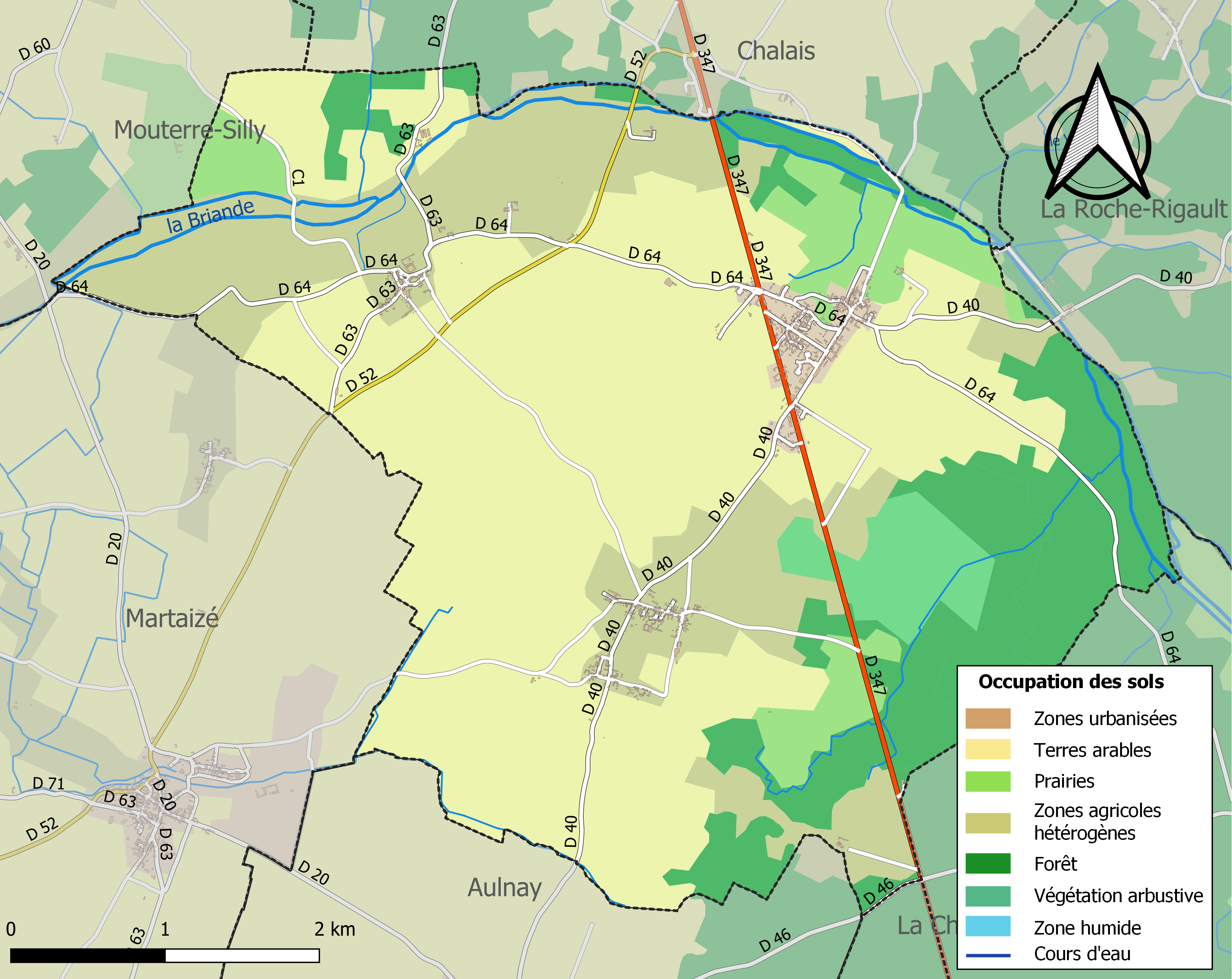
Carte des infrastructures et de l'occupation des sols de la commune en 2018 (CLC).

### Risques majeurs
Le territoire de la commune d'Angliers est vulnérable à différents aléas naturels : météorologiques (tempête, orage, neige, grand froid, canicule ou sécheresse), mouvements de terrains et séisme (sismicité modérée). Il est également exposé à un risque technologique,  le transport de matières dangereuses. Un site publié par le BRGM permet d'évaluer simplement et rapidement les risques d'un bien localisé soit par son adresse soit par le numéro de sa parcelle.

#### Risques naturels

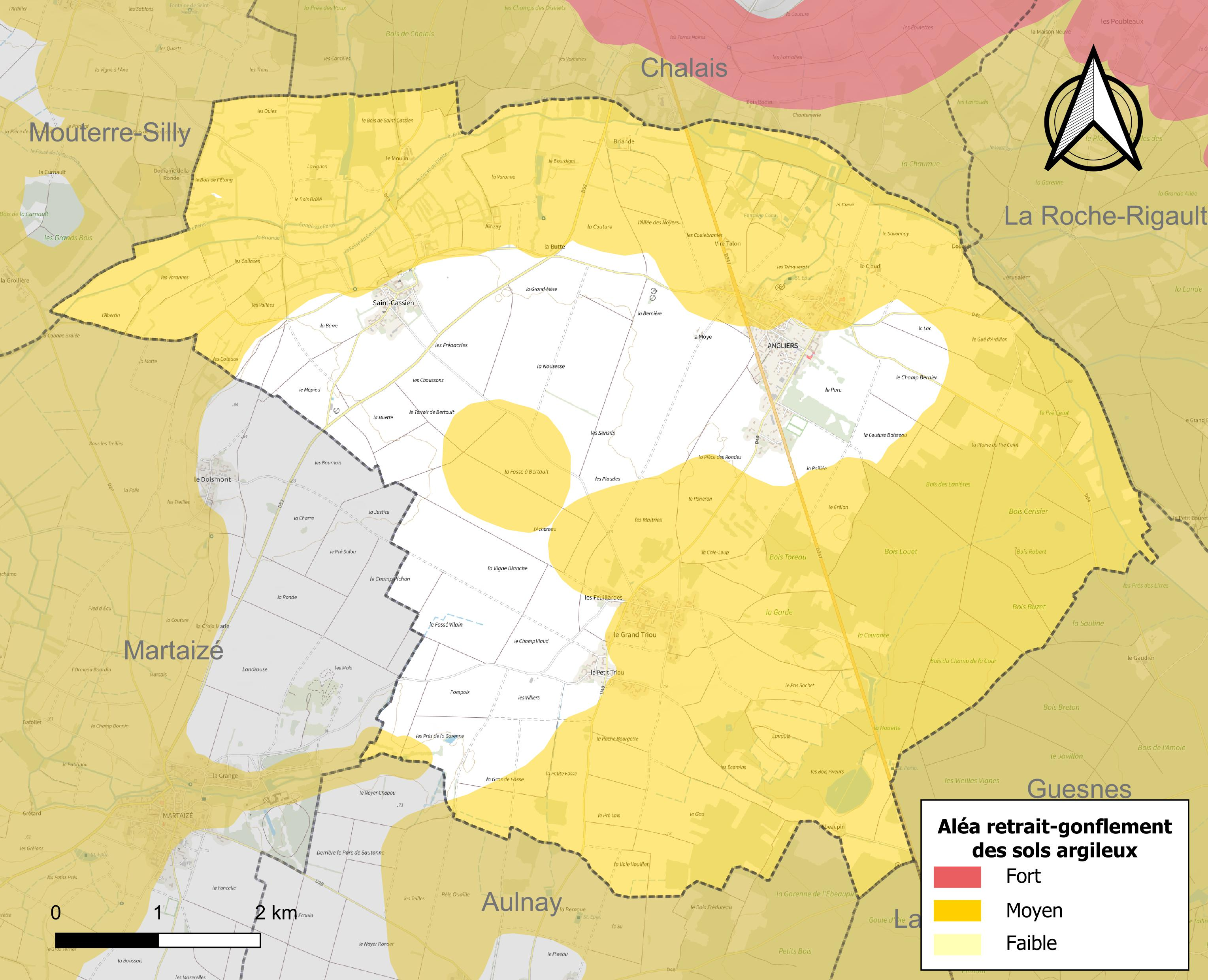
Carte des zones d'aléa retrait-gonflement des sols argileux d'Angliers.

Les mouvements de terrains susceptibles de se produire sur la commune sont des tassements différentiels. Le retrait-gonflement des sols argileux est susceptible d'engendrer des dommages importants aux bâtiments en cas d’alternance de périodes de sécheresse et de pluie. 70 % de la superficie communale est en aléa moyen ou fort (79,5 % au niveau départemental et 48,5 % au niveau national). Depuis le 1er octobre 2020, en application de la loi ÉLAN, différentes contraintes s'imposent aux vendeurs, maîtres d'ouvrages ou constructeurs de biens situés dans une zone classée en aléa moyen ou fort,.
La commune a été reconnue en état de catastrophe naturelle au titre des dommages causés par les inondations et coulées de boue survenues en 1982, 1999, 2005, 2010 et 2013, par la sécheresse en 1989 et par des mouvements de terrain en 1999 et 2010.

## Toponymie
Le nom de la localité est attesté sous les formes Anglarias dès 644,, Terra de Anglerio en 1100.
Ce toponyme dériverait du latin Angularias (angle, coin). Ernest Nègre pense que cela pourrait être lié à des maisons, ou terres en forme de coins.

## Politique et administration

### Liste des maires
| Période   | Période   | Identité           | Étiquette | Qualité |
| --------- | --------- | ------------------ | --------- | ------- |
|           |           | Naudeau            |           |         |
| mars 2001 | mars 2008 | Jean Gigon         |           |         |
| mars 2008 | mai 2020  | René Girard        |           |         |
| mai 2020  | En cours  | Nathalie Bassereau |           |         |

### instances judiciaires et administratives
La commune relève du tribunal d'instance de Poitiers, du tribunal de grande instance de Poitiers, de la cour d'appel  Poitiers, du tribunal pour enfants de Poitiers, du conseil de prud'hommes de Poitiers, du tribunal de commerce de Poitiers, du tribunal administratif de Poitiers et de la cour administrative d'appel  de  Bordeaux, du tribunal des pensions de Poitiers, du tribunal des affaires de la Sécurité sociale de la Vienne, de la cour d’assises de la Vienne.

### Services publics
Les réformes successives de La Poste  ont conduit à la fermeture de nombreux bureaux de poste ou à leur transformation en simple relais. Toutefois, la commune a pu maintenir le sien.

### Politique environnementale

#### Protection de l’environnement
Depuis le 2 décembre 2009, la commune est signataire de la charte Terre Saine - votre commune sans pesticides. La charte Terre Saine Poitou-Charentes invite les communes et les établissements publics intercommunaux à participer à la réduction des pesticides et à la préservation d'un environnement sain en région Poitou-Charentes.

## Démographie
Le 24 janvier 2005, ses habitants ont choisi comme gentilé Anglésiens (64 voix) contre Anglésois (51 voix) et Anglois (32 voix).
L'évolution du nombre d'habitants est connue à travers les recensements de la population effectués dans la commune depuis 1793. Pour les communes de moins de 10 000 habitants, une enquête de recensement portant sur toute la population est réalisée tous les cinq ans, les populations de référence des années intermédiaires étant quant à elles estimées par interpolation ou extrapolation. Pour la commune, le premier recensement exhaustif entrant dans le cadre du nouveau dispositif a été réalisé en 2004.

En 2022, la commune comptait 607 habitants, en évolution de −4,71 % par rapport à 2016 (Vienne : +0,6 %, France hors Mayotte : +2,11 %).
| 1793 | 1800 | 1806 | 1821 | 1831 | 1836 | 1841 | 1846 | 1851 |
| ---- | ---- | ---- | ---- | ---- | ---- | ---- | ---- | ---- |
| 582  | 566  | 591  | 612  | 601  | 662  | 651  | 615  | 627  |

| 1856 | 1861 | 1866 | 1872 | 1876 | 1881 | 1886 | 1891 | 1896 |
| ---- | ---- | ---- | ---- | ---- | ---- | ---- | ---- | ---- |
| 643  | 641  | 651  | 636  | 686  | 662  | 637  | 603  | 631  |

| 1901 | 1906 | 1911 | 1921 | 1926 | 1931 | 1936 | 1946 | 1954 |
| ---- | ---- | ---- | ---- | ---- | ---- | ---- | ---- | ---- |
| 648  | 674  | 660  | 650  | 631  | 612  | 626  | 581  | 626  |

| 1962 | 1968 | 1975 | 1982 | 1990 | 1999 | 2004 | 2006 | 2009 |
| ---- | ---- | ---- | ---- | ---- | ---- | ---- | ---- | ---- |
| 646  | 574  | 682  | 630  | 619  | 666  | 662  | 660  | 662  |

| 2014 | 2019 | 2022 | - | - | - | - | - | - |
| ---- | ---- | ---- | - | - | - | - | - | - |
| 636  | 617  | 607  | - | - | - | - | - | - |

En 2008, selon l’INSEE, la densité de population de la commune était de 28 hab./km2, 61 hab./km2 pour le département, 68 hab./km2 pour la région Poitou-Charentes et 115 hab./km2 pour la France.

## Économie
Selon la direction régionale de l'Alimentation, de l'Agriculture et de la Forêt de Poitou-Charentes, il n'y a plus que douze exploitations agricoles en 2010 contre 22 en 2000.
Les surfaces agricoles utilisées sont passées de 1 507 hectares à 1 093 hectares en 10 ans. 50 % sont destinées à la culture des céréales (blé tendre essentiellement mais aussi orges et maïs), 28 % pour les oléagineux (2/3 de tournesol et 1/3 de colza).
L'élevage a disparu en 2010, alors qu'en 2000, celui-ci représentait 1 614 têtes de caprins et 158 têtes de bovins. Quelques volailles étaient aussi élevées (273 têtes). La disparition de l'élevage des caprins est révélatrice de l’évolution qu’a connu, en région Poitou-Charentes, cet élevage au cours des deux dernières décennies: division par trois du nombre d’exploitations, augmentation des effectifs moyens par élevage (38 chèvres en 1988, 115 en 2000), division par 10 des chèvreries de 10 à 50 chèvres qui représentaient 50 % des troupeaux en 1988, et multiplication par six des élevages de plus de 200 chèvres qui regroupent, en 2000, 45 % du cheptel. Cette évolution a principalement pour origine la crise de surproduction laitière de 1990-1991 qui, en parallèle des mesures incitatives, a favorisé des départs d’éleveurs en préretraite.

## Culture locale et patrimoine

### Lieux et monuments

#### Patrimoine religieux

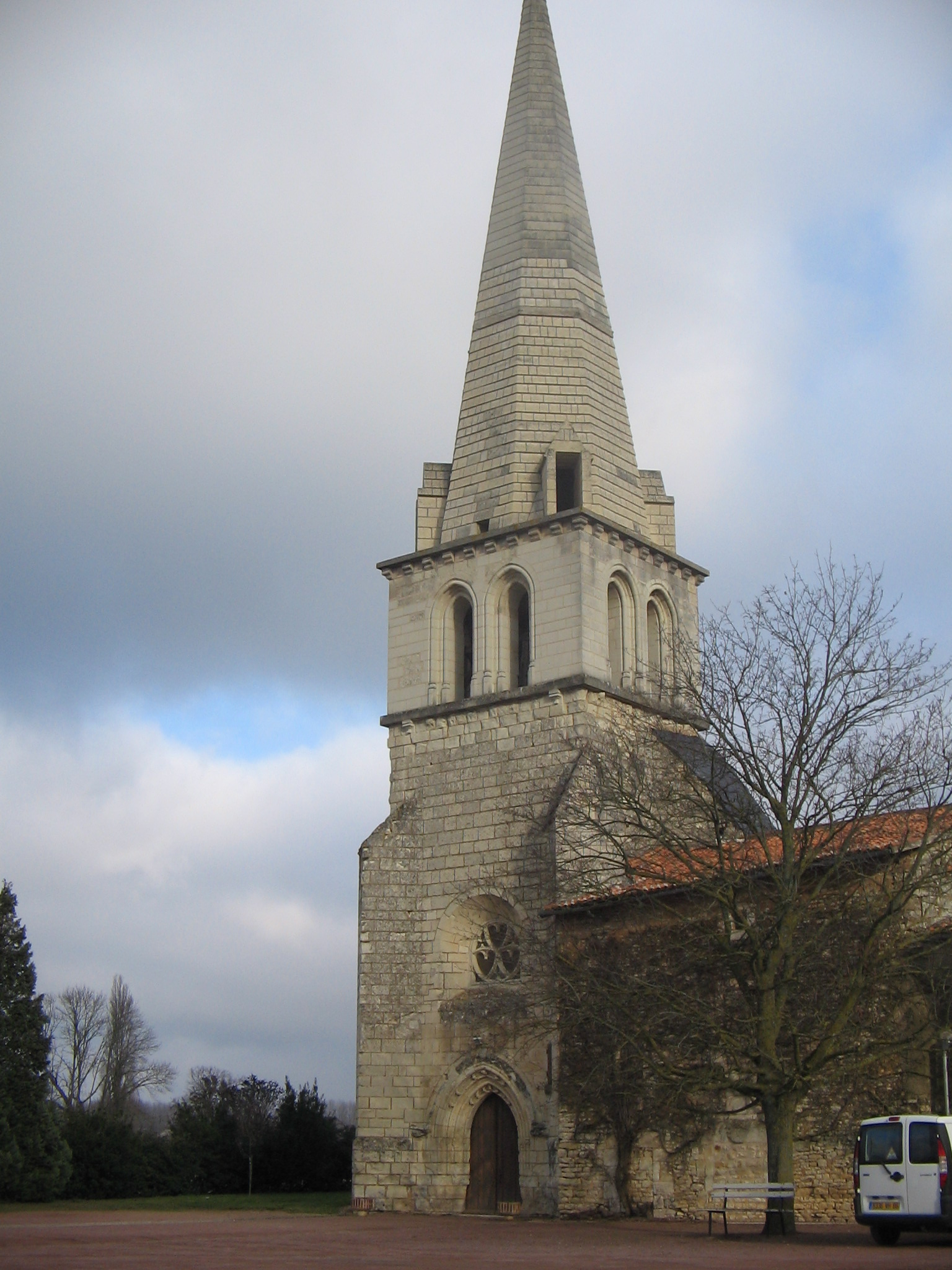
Église Saint-Martin.

- Église dédiée à saint Martin comme à peu près 4 000 autres édifices en France (8 000 en Italie). Saint Martin était très populaire au Moyen Âge. L'église Saint-Martin a été donnée en 1104 par Pierre II, évêque de Poitiers, à l'abbaye bénédictine de Marmoutiers. Le clocher est du XVe siècle. Avec sa flèche à huit pans, il fait 38,20 mètres de haut. Le portail est agrémenté  de petites colonnes qui supportent des chapiteaux. Dans la partie supérieure, un décor végétal met en valeur une petite tête d'ange au sommet. L'église n'avait qu'une nef à l'origine. Une deuxième est construite en 1850. Cette nef est dite nef de la Sainte Vierge.

#### Patrimoine civil

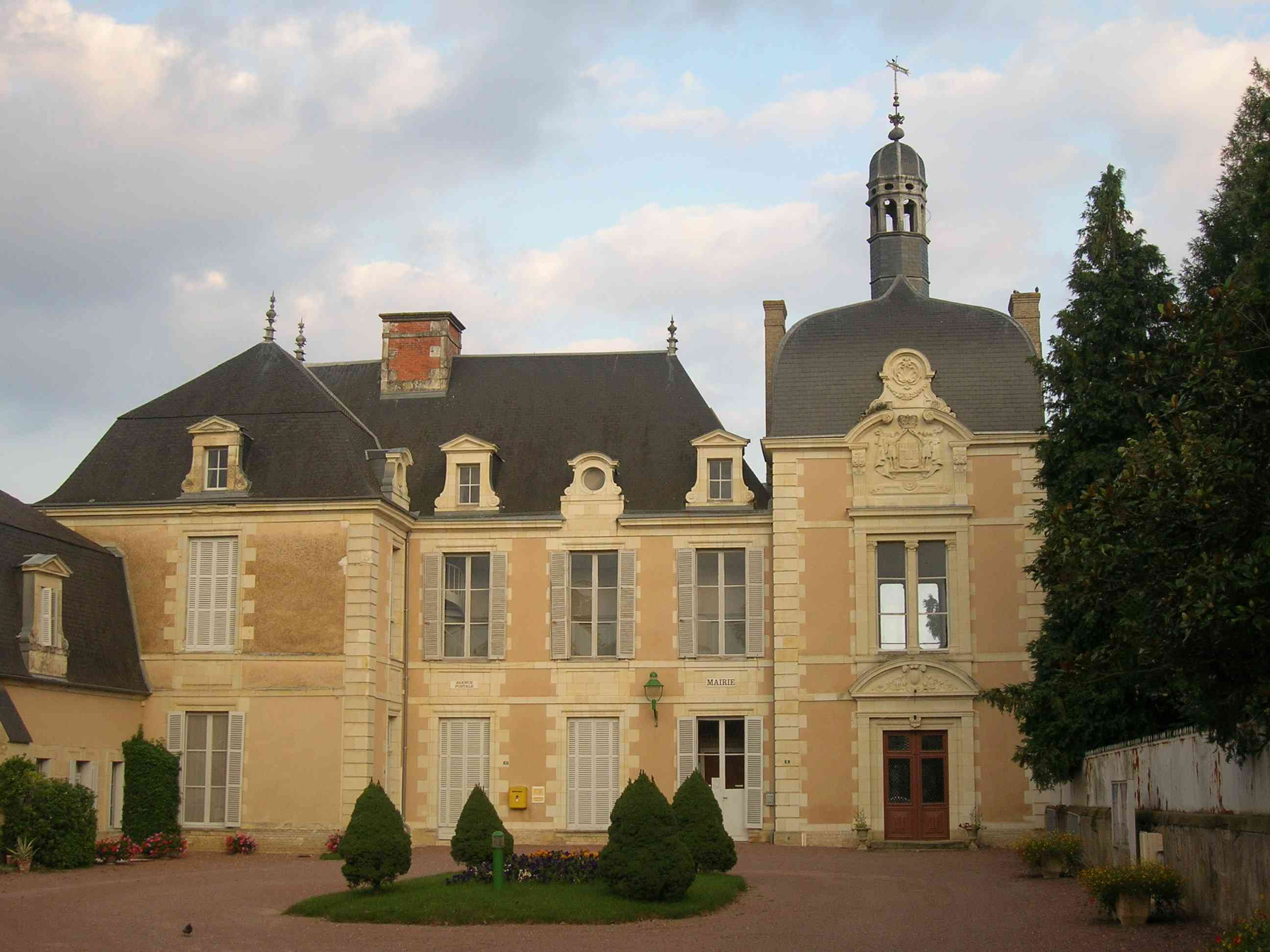
Château d'Angliers.

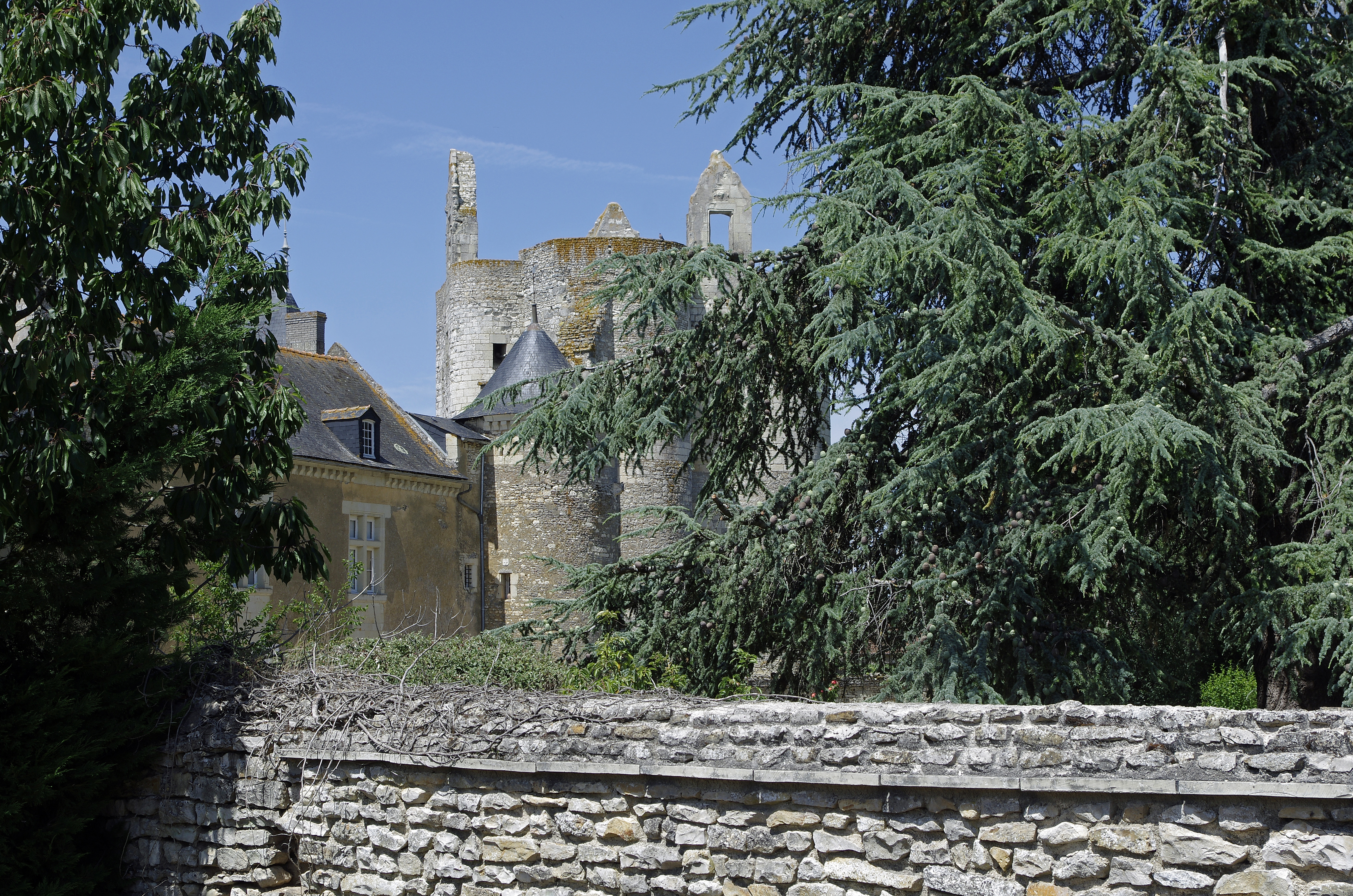
Donjon de Saint-Cassien.

- Le Donjon de Saint-Cassien.
- L'imposant château d'Angliers du XVIIIe siècle.

#### Patrimoine naturel
Deux zones naturelles d'intérêt écologique, faunistique et floristique (ZNIEFF) couvrent 84 % du territoire de la commune: 
- la forêt de Scevolles,
- les plaines du Mirebalais et du Neuvillois.

La plaine de Saint-Jean de Sauves est classée comme zone Importante pour la conservation des oiseaux (ZICO).
La forêt de Scévolles qui couvre 17 % du territoire communal est considéré comme un espaces naturels sensibles (ENS).

##### Les arbres remarquables
Selon l'Inventaire des arbres remarquables de Poitou-Charentes, il y a un arbre remarquable sur la commune qui est un tilleul à grandes feuilles qui se situe avenue Prince-d'Auvergne.

### Personnalités liées à la commune
Le père Yannick Lallemand prêtre français né le 11 mars 1937, aumônier militaire dans la Légion étrangère pendant 23 ans.
Jeanne Chalumeau (1920 - 2017) a tenu l'épicerie du village durant 57 ans, tout d'abord avec son mari, puis seule après le décès de ce dernier et de son fils. Elle a été décorée en 1997 de l'ordre national du mérite par Jean-Pierre Raffarin et René Monory. Elle a pris sa retraite à 83 ans, à contrecœur,.
En 1871, Henri de La Tour d'Auvergne-Lauraguais, ministre du Second-Empire décède au château d'Angliers. Ce château appartient à son épouse Émilie-Céleste Montault des Isles (1822-1857) qui en a hérité. Cette dernière est apparentée à une famille de notables angevins et compte dans ses proches parents, un préfet, un évêque et un prélat.
Le cardinal de Richelieu était propriétaire du donjon de Saint-Cassien.
En 1438, Anne de Fontenay, fille d'Amboise de Fontenay, Seigneur de Saint-Cassien, épouse Pierre de Beauvau du Rivau, conseiller et chambellan de Charles VII.

### Héraldique
| Blason de Angliers | Blason  | Écartelé : aux 1er et 4e d’azur semés de fleurs de lis d’or, à la tour du même brochante, aux 2e et 3e de gueules à la croix cléchée, vidée et pommetée de douze pièces d’or, sur le tout d’or au gonfanon de gueules frangé de sinople. |
| Blason de Angliers | Détails | Le statut officiel du blason reste à déterminer. |